# Pusula kyrka
Pusula kyrka (finska: Pusulan kirkko) är en luthersk träkyrka i Pusula kyrkby i Lojo, Finland. Kyrkans ritningar har gjorts av C. L. Engel och kyrkobyggnaden som tillhör Pusula regionförsamling i Lojo församling färdigställdes år 1838. Helsingforsbon Henrik Andsten fungerade som byggmästare. Pusula kyrka är en sadeltäckt långhuskyrka utan torn med nygotiska stildrag. Tidigare på 1600-talet har det funnits en bönehus på plats och omkring bönehuset en gravgård.
Pusula kyrka har 750 sittplatser och kyrkan hör till Esbo stift.

## Historia och arkitektur
Efter byggandet av det första bönehuset på 1600-talet började man samla pengar från sockens invånare för konstruktion av en riktig kyrka år 1631. År 1637 fick man lov att bygga en kyrka och den första kyrkan blev färdig år 1640.
Konstruktion av den andra kyrkan börjades år 1691 och slutfördes år 1697. År 1763 bestämde man att bygga en klockstapel som användes fortfarande idag. Lojo församling reparerade klockstapeln år 2019.
Församlingsmöte bestämde sig för att bygga den nuvarande kyrkan är 1834. När kyrkan var färdig upptäcktes det att den var felaktigt konstruerat och måste repareras snart. Taket var för tungt och väggarna var inte motståndskraftiga mot takets tyngd. Taket sänktes med åtta meter år 1858-1859.

## Interiör
Pusula kyrkas altartavla är målat av Felix Fang från Urdiala år 1921. Altartavlan föreställer Jesus på korset. Två andra tavlor beställdes i kyrkan från konstnären Urho Lehtinen 15 år senare. Dessa tavlor föreställer syndfallets dag och uppståndelses dag.

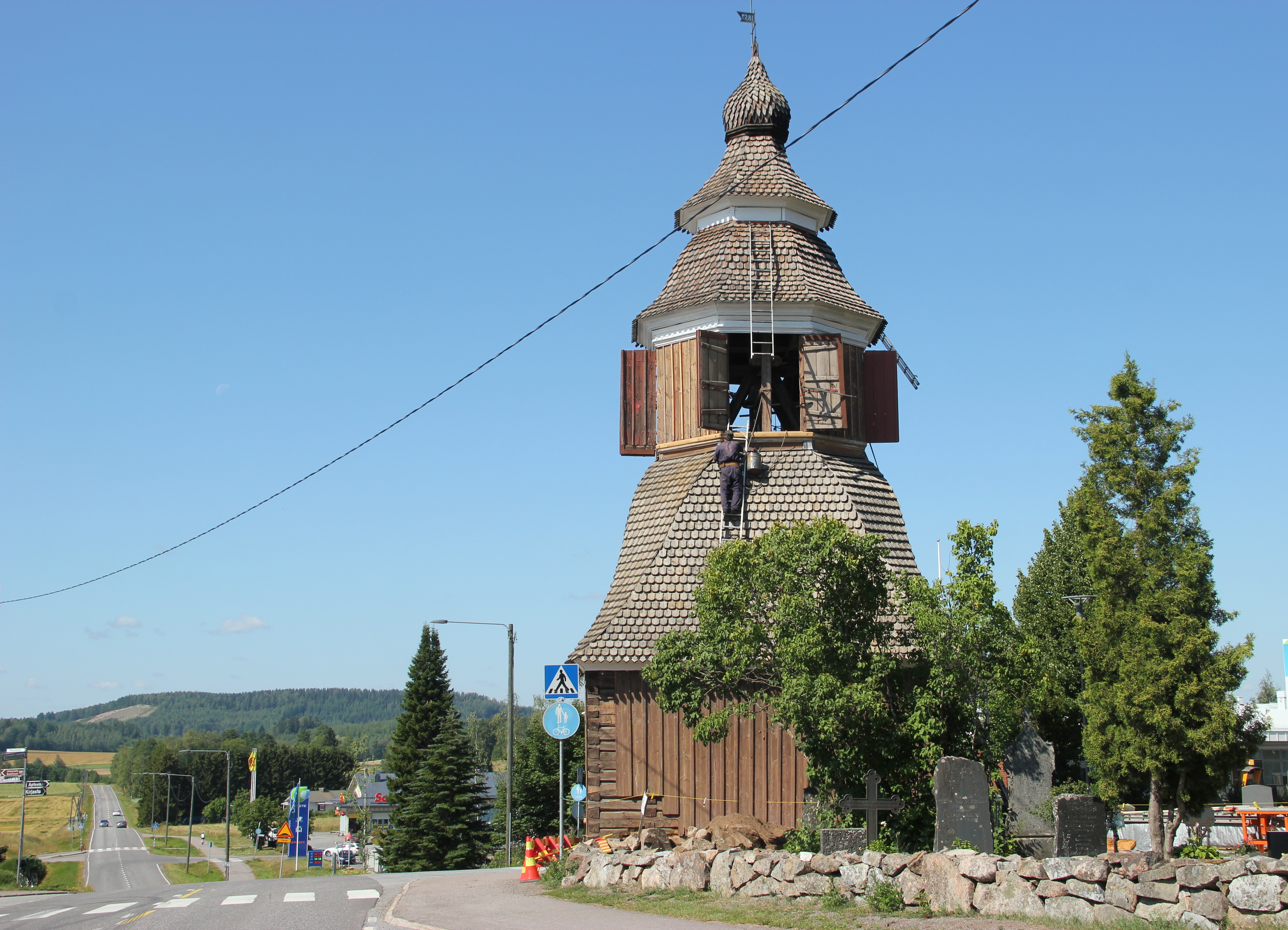
Reparation av kyrkans klockstapel år 2019

Det finns två medeltida träskulpturer som föreställer apostlar i kyrkan. Skulpturer är troligen från Lojo S:t Lars kyrka.
Orgeln är tillverkat av orgelfabriken Kangasalan urkutehdas år 1936. Många av orgelpipar i denna orgel är ursprungligen från den gamla orgeln som var tillverkat av orgelfabriken Normann i Tallinn.